# Gabriel Cramer
Gabriel Cramer (Genebra, 31 de julho de 1704 — Bagnols, França, 4 de janeiro de 1752) foi um matemático suíço.

## Vida

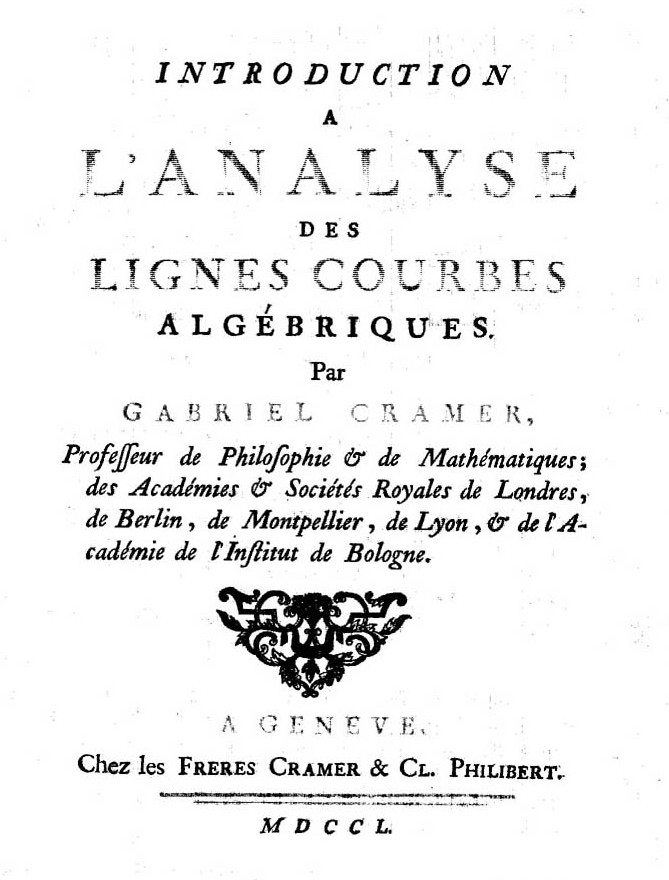
Introduction à l'analyse des lignes courbes algébriques, 1750

Cramer mostrou-se promissor em matemática desde tenra idade. Aos 18 recebeu seu doutorado e aos 20 foi co-presidente de matemática na Universidade de Genebra.
Em 1728 ele propôs uma solução para o Paradoxo de São Petersburgo que se aproximava muito do conceito da teoria da utilidade esperada dada dez anos depois por Daniel Bernoulli.
Ele publicou seu trabalho mais conhecido na casa dos quarenta. Isso incluiu seu tratado sobre curvas algébricas (1750). Ele contém a demonstração mais antiga de que uma curva de n-ésimo grau é determinada por n(n + 3)/2 pontos nela, em posição geral. (Veja o teorema de Cramer) Isso levou ao equívoco que é o paradoxo de Cramer, relativo ao número de interseções de duas curvas em comparação com o número de pontos que determinam uma curva.
Ele editou as obras dos dois Bernoullis mais velhos, e escreveu sobre a causa física da forma esferoidal dos planetas e o movimento de suas apsides (1730), e sobre o tratamento de Newton de curvas cúbicas (1746).
Em 1750 ele publicou a regra de Cramer, dando uma fórmula geral para a solução de qualquer incógnita em um sistema de equações lineares com uma solução única, em termos de determinantes implícitos no sistema. Esta regra ainda é padrão.
Ele fez extensas viagens pela Europa no final da década de 1730, o que influenciou muito seus trabalhos em matemática. Ele morreu em 1752 em Bagnols-sur-Cèze enquanto viajava pelo sul da França para restaurar sua saúde.

## Trabalhos selecionados
- Introduction à l′analyse des lignes courbes algébriques, Genebra 1750.
- Quelle é a causa da figura elíptica dos planos e da mobilidade das aphélies?, Genebra, 1730
- Introduction à l'analyse des lignes courbes algébriques no Google Books. Genebra: Frères Cramer & Cl. Philibert, 1750